# Вольф, Иоганн
Иоганн Вольф (нем. Johann Wolf, 1765—1824) — немецкий зоолог, орнитолог и преподаватель. Член Германской академии естествоиспытателей «Леопольдина».

## Биография
Родился 26 мая 1765 года в Нюрнберге. В 1789 году поступил в учительскую семинарию в Майнингене.  За выдающиеся успехи был удостоен стипендии для образовательной поездки по Северной Германии. В Шнепфентале он посещал лекции педагога Христиана Готтильфа Зальцмана (нем. Christian Gotthilf Salzmann), который вдохновил его на занятия  естественными науками.
Работал домашним учителем в семье градоначальника Нюрнберга, а в 1792 году был принят преподавателем в Бюхнеровское учебно-воспитательное учреждение в своём родном городе.  В этой должности он опубликовал свою первую книгу: "Новые методологические требования к образованию и школе» (нем. WorksNeue methodische Vorschriften für Erziehungs- und Schulanstalten). Затем он сосредоточился на орнитологии и вскоре стал одним из ведущих специалистов в Германии.  Его «Естественная история птиц Германии" (нем. Naturgeschichte der Vögel Deutschlands), так же как и «Краткий справочник по птицам Германии» (нем. Taschenbuch der Vogelkunde für Deutschland) (обе написаны в соавторстве с Бернхардом Мейером) получили научное признание.
В 1801 году  в Нюрнберге Вольф основал Естественно-историческое общество.
Умер 16 февраля 1824 года в Нюрнберге.

## Сочинения
- WorksNeue methodische Vorschriften für Erziehungs- und Schulanstalten
- Meyer, Bernhard/Wolf, Johann. Naturgeschichte der Vögel deutschlands in getreuen Abbildungen und Beschreibungen. — Nürnberg, 1805.
- Meyer, Bernhard/Wolf, Johann. Taschenbuch der deutschen Vögelkunde, oder Kurze Beschreibung aller Vögel Deutschlands. — Frankfurt am Main, 1810. — 614 с.
- Abbildung und Beschreibung der Kreuzotter (Nürnberg, 1815)
- Abbildungen und Beschreibung merkwürdiger naturwissenschaftlicher Gegenstände (2 Bände, Nürnberg, 1818–1822)
- Ein sicheres und wohlfeiles Mittel, Insekten schnell und ohne Verletzung zu tödten (Nürnberg, 1803)
- Der Steinkrebs (Nürnberg, 1805)